# Grob G-120

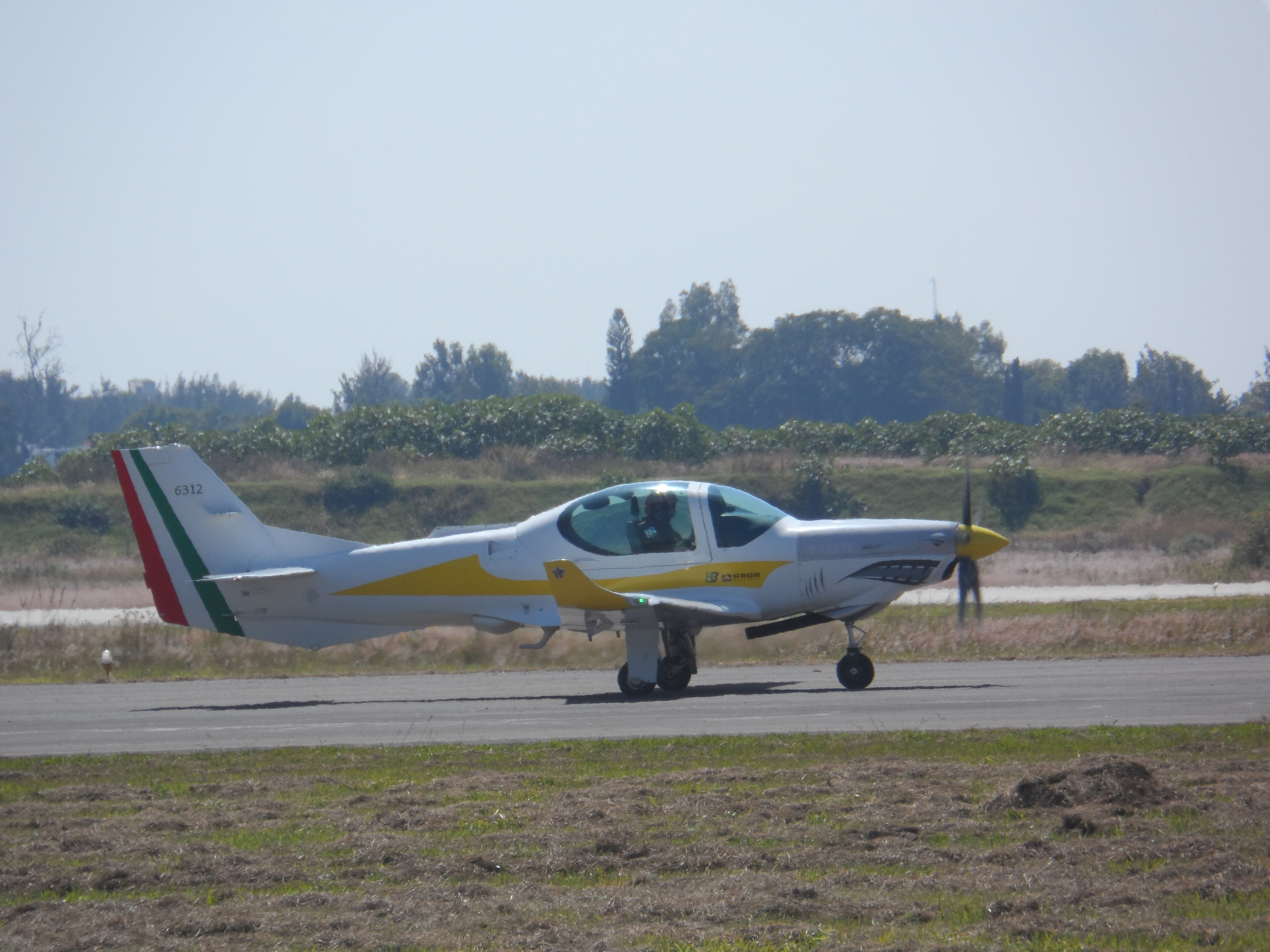
Grob G-120TP de la Fuerza Aérea Mexicana (6312) en la Base Aérea Militar N.º 5 de Zapopan.

El Grob G-120 es un avión biplaza de entrenamiento, que también está preparado para realizar acrobacias. Está basado en la aeronave de entrenamiento Grob G-115TA, y se encuentra especialmente diseñado para el entrenamiento de pilotos civiles y militares. Cuenta con un tren de aterrizaje de tres ruedas y un timón en forma de cruz. 
El primer comprador fue Lufthansa, que los utilizó en su escuela de vuelo.

## Características

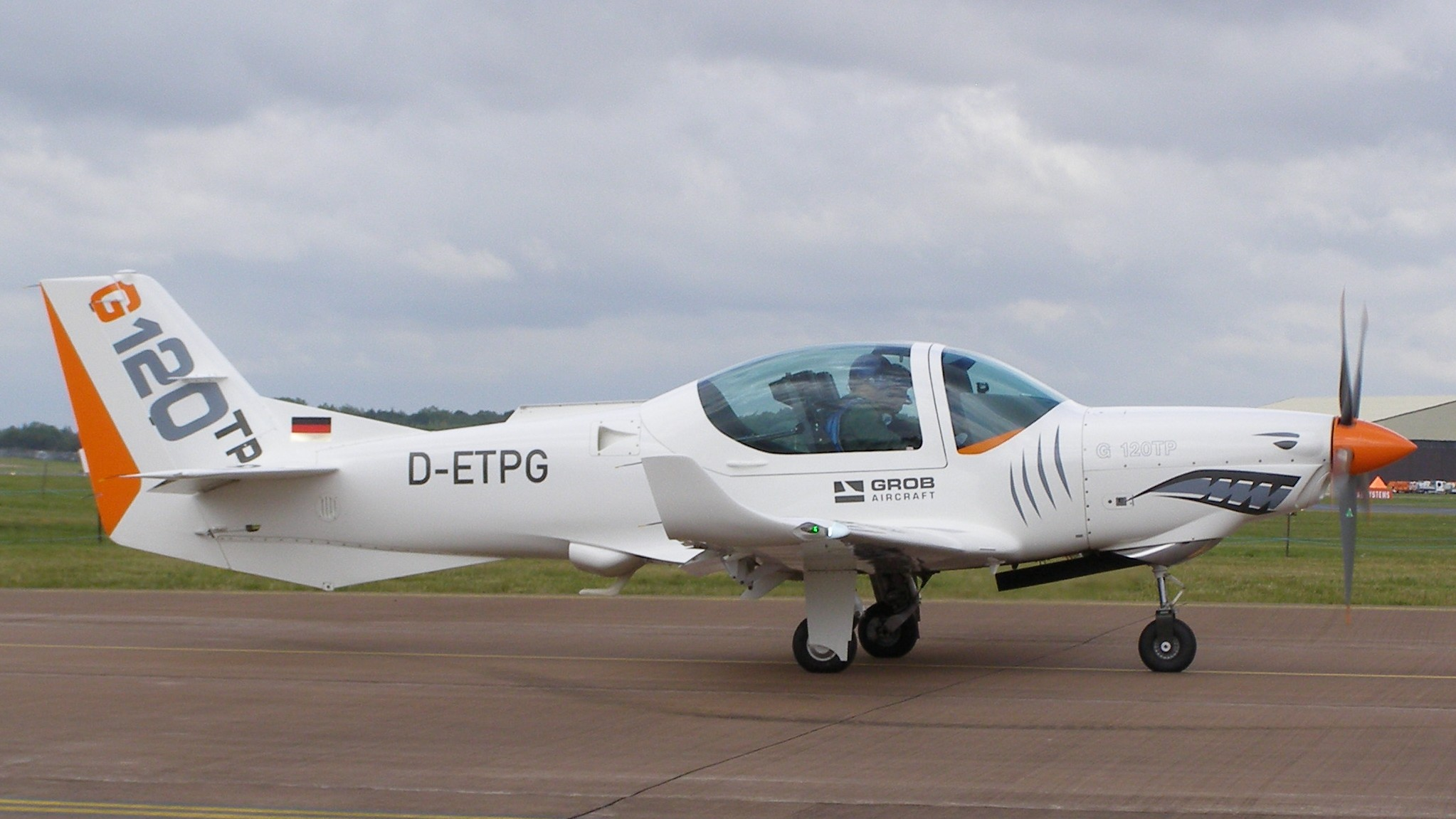
Grob G-120TP.

El fuselaje está hecho de plástico reforzado con fibra de carbono, que es totalmente inmune a la corrosión y proporciona accesibilidad de mantenimiento en algunas partes. Esto habilita al avión para realizar maniobras de hasta 6/-4 g, ideales para las acrobacias. Su vida de servicio mínima es algo más de 15.000 horas de vuelo.
La cabina ofrece espacio a los estudiantes para el uso de equipo militar y cascos. El avión está equipado con un sistema de aire acondicionado, asientos móviles y pedales que sirven de timón. También dispone de una segunda palanca de empuje.

## Operadores
Alemania
- Luftwaffe[1]

 Argentina
- Fuerza Aérea Argentina

Adquiridas un total de 10 unidades G-120TP por un monto de 26 millones de dólares, para reemplazar a los antiguos T-34 Mentor.
 Canadá
- Real Fuerza Aérea Canadiense[2]

 Ecuador
- Fuerza Aérea Ecuatoriana 8 unidades en servicio.[3]

 Francia
- Armée de l'air[2]

 Israel
- Fuerza Aérea Israelí[2]

 México
- Fuerza Aérea Mexicana[4]

La Fuerza Aérea Mexicana ha ordenado 25 Grob G-120TP (con opción de pedir 15 adicionales) en septiembre del 2014 con el propósito de reforzar su capacidad del entrenamiento básico y avanzado de los pilotos. En el transcurso del 2015 se entregaron los 25 aparatos ordenados.

## Especificaciones

### G-120A

#### Generales
- Tripulación: dos (alumno e instructor)
- Largo: 8,11 m
- Envergadura: 10,18 m
- Altura: 2,66 m
- Superficie alar: 13,3 m²
- Peso en vacío:
- Peso cargado:
- Carga útil: 360 kg
- Máximo peso al despegue: 1440 kg
- Planta motriz:Lycoming AEIO-540-D4D5 de 6 cilindros, de 3 palas por motor
- Combustible utilizable: 252 L

#### Rendimiento
- Velocidad máxima: 435 km/h (238 KTS)
- Velocidad de crucero: 379 km/h (205 KTS)
- Alcance: 1.535 kilómetros
- Tasa de ascenso: 6,51 m/s
- Carga alar: kg/m²
- Vida de servicio mínima: 15.000 h de vuelo
- Distancia de despegue: 654 m
- Distancia de aterrizaje: 562 m
- Límites G: +6/-4G

### G-120TP

#### Generales
- Tripulación: dos (alumno e instructor)
- Largo: 8,4 m
- Envergadura: 10,18 m
- Altura: 2,7 m
- Superficie alar: 13,3 m²
- Peso en vacío:1.095 kg
- Peso cargado:1.590 kg
- Carga útil: 360 kg
- Máximo peso al despegue: 1,590 kg
- Planta motriz: 1 x Turbohélice Rolls-Royce M250-B17F, 340 kW (456 hp) de 5 palas por motor
- Combustible utilizable: 252 L

#### Rendimiento
- Velocidad máxima: 460 km/h
- Velocidad de crucero: 435 km/h
- Alcance: 1,074 kilómetros
- Tasa de ascenso: 6,51 m/s
- Carga alar: toneladas/m²
- Vida de servicio mínima: 15.000 h de vuelo
- Distancia de despegue: 376 m
- Distancia de aterrizaje: 455 m
- Límites G: +6/-4G

## Insignias

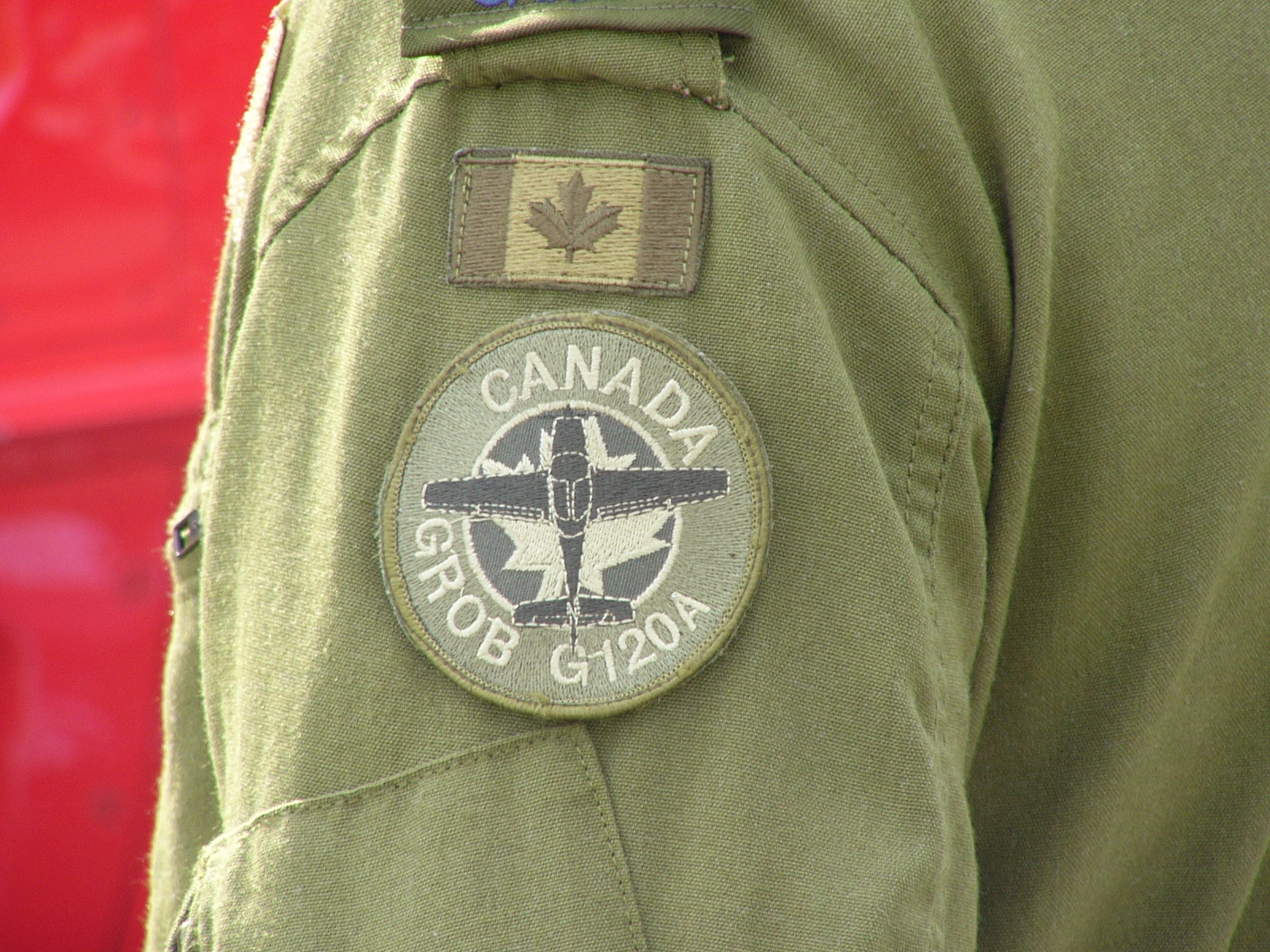
Insignia del Grob G-120A utilizado por un estudiante para piloto de las Fuerzas Canadienses